# روبرت كامبل (محامي)
روبرت كامبل (بالإنجليزية: Robert Campbell)‏ هو محامي أمريكي، ولد في 1 مايو 1808 في مقاطعة ستوبين في الولايات المتحدة، وتوفي في 16 يوليو 1870.